# Dänischer Fußballpokal 1967/68
Der Dänische Fußballpokal 1967/68 war die 14. Austragung des dänischen Pokalwettbewerbs der Männer. Er wurde vom dänischen Fußballverband ausgetragen. Das Finale fand traditionell am Himmelfahrtstag (23. Mai 1968) im Københavns Idrætspark von Kopenhagen statt. Pokalsieger wurde Titelverteidiger Randers SK Freja, der sich im Finale gegen Vejle BK durchsetzte.
Alle Begegnungen wurden in einem Spiel ausgetragen. Bei unentschiedenem Ausgang wurde zur Ermittlung des Siegers eine Verlängerung gespielt. Stand danach kein Sieger fest, folgte ein Elfmeterschießen. Ab dem Halbfinale wurde bei einem Remis das Spiel wiederholt.

## 1. Runde
Es nahmen 56 Mannschaften von der dritten Klasse abwärts teil.
|                          | Ergebnis              |                        |
| ------------------------ | --------------------- | ---------------------- |
| B 1908 Amager            | 3:4                   | Nørre Alslev BK        |
| Ballerup IF              | 1:3                   | Taastrup FC            |
| Bolbro G&IF              | 1:3                   | Kolding IF             |
| Esbjerg ØB               | 4:3                   | IF AIA-Tranbjerg       |
| Frederikshavn fI         | 1:0                   | Hjørring IF            |
| Fremad Amager            | 0:0 n. V. (1:3 i. E.) | Helsingør IF           |
| BK Fremad Valby          | 4:3                   | Store Merløse IF       |
| Haderslev FK             | 1:4                   | Bjerringbro IF         |
| Herfølge BK              | 4:1                   | BK Velo                |
| Himmelev-Veddelev BK     | 1:3                   | Horbelev BK            |
| Hirtshals BK             | 6:0                   | Løgstør IF             |
| Holstebro BK             | 3:1                   | Fraugde G&IF           |
| Hundested IK             | 2:0                   | BK Stadion             |
| Højslev Station IF       | 2:4                   | IK Skovbakken          |
| Mørkøv IF                | 6:2                   | Skovshoved IF          |
| Nørre Aaby IK            | 2:1                   | Lindholm IF            |
| Nyborg G&IF              | 5:1                   | Kastrup BK             |
| Ringe BK                 | 3:0                   | Feldborg-Haderup IF    |
| Roskilde BK              | 0:1                   | Frederiksberg BK       |
| Rønne IK                 | 2:4                   | Slagelse B&I           |
| Sundby BK                | 1:3                   | IK Viking Rønne        |
| Thisted FC               | 1:5                   | Viborg FF              |
| Toksværd Olstrup Fodbold | 4:4 n. V. (2:0 i. E.) | BK Hero                |
| Tårnby BK                | 1:4                   | KFUM Kopenhagen        |
| Vejlby-Risskov IK        | 3:1                   | Ringkøbing IF          |
| IK Aalborg Chang         | 0:1                   | Vejen SF               |
| Aarup BK                 | 2:1                   | Vorup Frederiksberg BK |
| Østre BK                 | 3:2                   | Fredericia fF          |

## 2. Runde
Teilnehmer waren die 28 Sieger der ersten Runde und die zwölf Vereine aus der 2. Division 1967.
|                          | Ergebnis  |                   |
| ------------------------ | --------- | ----------------- |
| B 1909 Odense            | 2:1       | KFUM Kopenhagen   |
| B 1913 Odense            | 10:00     | Nørre Alslev BK   |
| Brønshøj BK              | 2:0       | Horbelev BK       |
| Frederiksberg BK         | 4:2       | Silkeborg IF      |
| Frederikshavn fI         | 7:1       | BK Fremad Valby   |
| Helsingør IF             | 1:0       | Vejlby-Risskov IK |
| Herfølge BK              | 3:4       | B 1901 Nykøbing   |
| Hirtshals BK             | 1:2       | Kolding IF        |
| Holstebro BK             | 3:1       | B.93 Kopenhagen   |
| Hundested IK             | 2:4       | Vanløse IF        |
| Lyngby BK                | 0:4       | Odense KFUM       |
| Mørkøv IF                | 3:2       | Bjerringbro IF    |
| Nørre Aaby IK            | 0:2       | Slagelse B&I      |
| Randers SK Freja         | 6:0       | Østre BK          |
| Ringe BK                 | 2:5 n. V. | IK Skovbakken     |
| Toksværd Olstrup Fodbold | 2:3       | Esbjerg ØB        |
| Taastrup FC              | 2:9       | Viborg FF         |
| Vejen SF                 | 1:3       | Næstved IF        |
| IK Viking Rønne          | 0:3       | Ikast FS          |
| Aarup BK                 | 0:8       | Nyborg G&IF       |

## 3. Runde
Teilnehmer: Die 20 Sieger der zweiten Runde und die zwölf Vereine aus der 1. Division 1967.
|                      | Ergebnis  |                    |
| -------------------- | --------- | ------------------ |
| AB Gladsaxe          | 4:1       | B 1903 Kopenhagen  |
| B 1901 Nykøbing      | 1:2       | Aarhus GF          |
| B 1913 Odense        | 3:2       | Vanløse IF         |
| Brønshøj BK          | 3:2 n. V. | Odense BK          |
| Holstebro BK         | 3:4 n. V. | Frederiksberg BK   |
| Hvidovre IF          | 2:0 n. V. | Esbjerg fB         |
| Kjøbenhavns Boldklub | 2:1       | B 1909 Odense      |
| Kolding IF           | 0:4       | BK Frem Kopenhagen |
| Køge BK              | 8:1       | Esbjerg ØB         |
| Mørkøv IF            | 2:8       | Ikast FS           |
| Nyborg G&IF          | 0:3       | Slagelse B&I       |
| Næstved IF           | 4:0       | Horsens fS         |
| Odense KFUM          | 1:9       | Vejle BK           |
| Randers SK Freja     | 7:3       | Helsingør IF       |
| IK Skovbakken        | 2:0 n. V. | Frederikshavn fI   |
| Viborg FF            | 0:2       | Aalborg BK         |

## 4. Runde
Teilnehmer: Die 16 Sieger der dritten Runde.
|                      | Ergebnis              |                  |
| -------------------- | --------------------- | ---------------- |
| AB Gladsaxe          | 1:0                   | B 1913 Odense    |
| Aarhus GF            | 1:5                   | Næstved IF       |
| Brønshøj BK          | 0:2                   | Vejle BK         |
| BK Frem Kopenhagen   | 3:2                   | Køge BK          |
| Kjøbenhavns Boldklub | 2:1                   | Slagelse B&I     |
| Randers SK Freja     | 1:1 n. V. (3:2 i. E.) | Hvidovre IF      |
| IK Skovbakken        | 3:1 n. V.             | Frederiksberg BK |
| Aalborg BK           | 3:0                   | Ikast FS         |

## Viertelfinale
|                      | Ergebnis  |             |
| -------------------- | --------- | ----------- |
| Kjøbenhavns Boldklub | 1:0       | Aalborg BK  |
| IK Skovbakken        | 1:3       | AB Gladsaxe |
| Randers SK Freja     | 6:2 n. V. | Næstved IF  |
| BK Frem Kopenhagen   | 0:2       | Vejle BK    |

## Halbfinale
|                      | Ergebnis  |                  |
| -------------------- | --------- | ---------------- |
| Vejle BK             | 2:2 n. V. | AB Gladsaxe      |
| Kjøbenhavns Boldklub | 0:1       | Randers SK Freja |

### Wiederholungsspiel
|             | Ergebnis |          |
| ----------- | -------- | -------- |
| AB Gladsaxe | 0:1      | Vejle BK |

## Finale
| Paarung          | Randers SK Freja – Vejle BK |
| Ergebnis         | 3:1 (2:1) |
| Datum            | 23. Mai 1968 |
| Stadion          | Københavns Idrætspark, Kopenhagen |
| Zuschauer        | 15.200 |
| Schiedsrichter   | Ejner Espersen |
| Tore             | 1:0 Per Gaardsøe (35.) 1:1 Tommy Troelsen (39.) 2:1 Hans Berg Andersen (42.) 3:1 Anders Bødker (47.) |
| Randers SK Freja | Alfred Mogensen – Mogens Kaarup, Jørgen Rasmussen, Per Lykke, Ole Nielsen – Helge Vonsyld, Knud Andersen, Per Gaardsøe – John Andreasen, Anders Bødker, Hans Berg Andersen Cheftrainer: Juan Ramon Rodriguez ( Spanien) |
| Vejle BK         | Niels Wodslou – Johnny Hansen, Erik Petersen, Niels Erik Andersen, Henrik Jensen – Karsten Lund, Bent Blom, Per Madsen – Tommy Troelsen, Poul Bilde, Ulrik le Fevre Cheftrainer: Bendt Jørgensen                        |